# 19 Mayıs (district)
19 Mayıs is een Turks district in de provincie Samsun en telt 24.740 inwoners (2007). Het district heeft een oppervlakte van 245,5 km². Hoofdplaats is 19 Mayıs.
De bevolkingsontwikkeling van het district is weergegeven in onderstaande tabel.
| 1997   | 2000   | 2007   |
| ------ | ------ | ------ |
| 27.432 | 25.820 | 24.740 |